# Santa Ana del Yacuma
Santa Ana del Yacuma – miasto w Boliwii, położone w środkowej części departamentu Beni nad rzeką Mamoré.

## Opis
Miejscowość została założona 26 czerwca 1708 roku. W Santa Ana del Yacuma znajduje się krajowy port lotniczy.

## Demografia
Źródło.